# Bisancora
Bisancora is een geslacht van steenvliegen uit de familie groene steenvliegen (Chloroperlidae). De wetenschappelijke naam van het geslacht is voor het eerst geldig gepubliceerd in 1981 door Surdick.

## Soorten
Bisancora omvat de volgende soorten:
- Bisancora pastina (Jewett, 1962)
- Bisancora rutriformis Surdick, 1981